# Dora Pavel
Dora Pavel (n. 29 de junio de 1946, Deva, Rumania) es una novelista, poetisa y articulista rumana.

## Biografía
Licenciada en letras en la universidad de Cluj, ha trabajado en la enseñanza, la investigación y el periodismo. Entre otros, es autora de cuatro libros de poesía, un libro de relatos y un libro de entrevistas a escritores rumanos. Su primera novela, Ágata muriendo (2003), recibió el Premio de la prosa de la Unión de Escritores de Rumanía y fue publicada en España por la editorial Crealite (2013). Después, ha publicado las novelas El cautivo (2006), Polvo (2010) y No pasar (Do Not Cross) (2013; en España por la editorial Dos Bigotes, 2018), todas ellas reconocidas con el Premio de la Unión de Escritores, Filial de Cluj. Además, Dora Pavel ha sido distinguida con el Premio Timotei Cipariu de la Academia Rumana (2000). 

## Libros publicados

### Poemas
- Naraţiuni întâmplătoare [Narraciones casuales], Dacia, 1989.
- Poemul deshumat [El poema exhumado], Dacia, 1994.
- Creier intermediar [Cerebro intermedio], Cogito, 1997.
- Muncile lui Don Quijote [Los trabajos de Don Quijote], Paralela 45, 2000.

### Cuentos
- Întoarce-te, Esthera [Regresa, Esthera], Biblioteca Apostrof, 1999.
- Animal în alertă [Animal en alerta], Dacia XXI, 2010.

### Novelas
- Agata murind [Agata muriendo], Dacia, 2003, segunda edición, Polirom, 2004; 3.ª edición, Polirom, 2014.
- Captivul [El cautivo], Polirom, 2006; segunda edición, Polirom, 2017.
- Pudră [Polvo], Polirom, 2010.
- Do Not Cross, Polirom, 2013.
- Agata muriendo, traducción de Marian Ochoa de Eribe, Madrid, Editorial Crealite, 2013.
- No pasar (Do Not Cross), traducción de Doina Făgădaru, Madrid, Dos Bigotes, 2018.
- Bastian, Polirom, 2020.
- Crush, Polirom, 2022.

## Premios
- Premio de la Academia Rumana "Timotei Cipariu" 2000, por "Biblia lui Samuil Micu" junto a  Ioan Chindriş, Eugen Pavel, Elena Ardeleanu, Nicolae Edroiu, Elena Mihu, Florica Nuţiu, , Şerban Turcuş, Veronica Turcuş y Sidonia Puiu[2]
- Premio de la Unión de Escritores de Rumanía, 2003[1]
- Premio de la Unión de Escritores de Rumanía, Filial Cluj, 2006, 2007, 2010, 2013[1]